# Витимский болид
Вити́мский боли́д — яркий болид, сопровождавшийся значительными световыми и звуковыми эффектами, упал в районе посёлков Мама и Витимский Мамско-Чуйского района Иркутской области в ночь с 24 на 25 сентября 2002 года, примерно в 1 час 50 минут местного времени.

## Основные сведения
Витимский болид был зафиксирован спутником ВВС США и потерян им из вида на высоте 30 км. По свидетельствам очевидцев, видимые размеры болида были немногим меньше видимых размеров Луны, а его свет долгое время освещал ночную тайгу. После падения метеорита был слышен звук, похожий на взрыв. Событие имело большой общественный резонанс, хотя общая энергия взрыва метеорита, по-видимому, сравнительно невелика — 200 тонн тротилового эквивалента (при начальной энергии 2,3 килотонны), максимальная начальная масса (до сгорания в атмосфере) — 160 тонн, а конечная масса осколков — порядка нескольких сотен килограммов.
На месте падения болида наблюдалась картина, очень похожая на Тунгусское событие, только в несколько меньших масштабах (зона вывала леса примерно 10×6 км, зона пожара 3×2 км).